# Абд ар-Рахман IV
Абд ар-Рахман IV (аль-Муртада Абд ар-Рахман ибн Мухаммад, араб. عبدالرحمن‎, умер в 1018) — халиф Кордовы (1018), правнук Абд ар-Рахмана III, представитель династии Омейядов.

## Биография
Абд ар-Рахман IV стал халифом в 1018 году, когда войска его сторонников, среди которых были правитель Альмерии Хайран и эмир Сарагосы Мунзир I ал-Мансур, взяли Кордову и убили Али ан-Насира.
По другим данным, Хайран и Абд ар-Рахман IV узнали об убийстве его рабами евнухами-сакалиба, когда они только готовили поход на Кордову. Халифом в Кордове был провозглашён брат Али — аль-Касим аль-Мамун.
Хайран с халифом Абд ар-Рахманом IV и примкнувшими к ним Мунзиром ибн Яхьёй ат-Туджиби, Сулейманом ибн Худмом и каталонцами направился к Кордове. Абд ар-Рахман IV, недовольный тем, что его хотят сделать марионеткой, попытался освободиться от опеки Хайрана, оперевшись на правителя Валенсии Мубарака. Решив избавиться от слишком независимого претендента на трон, Хайран и Мунзир втянули Абд ар-Рахмана IV в войну с гранадскими берберами. Подойдя к Гранаде, они потребовали у правителя города Зави Зирида признать власть нового халифа, а затем во время решающего сражения покинули своего халифа. Абд ар-Рахман IV, проиграв сражение, бежал в Гуадису, где был убит по приказу Хайрана.